# Нітрид індію
Нітрид індію (InN) – напівпровідниковий матеріал з малою шириною забороненої зони, який має потенційне застосування в сонячних елементах та високошвидкісній електроніці.
Ширина забороненої зони InN зараз встановлена як ~0,7 еВ залежно від температури (застаріле значення – 1,97 еВ). Ефективна маса електрона нещодавно була визначена за допомогою вимірювань сильного магнітного поля, m* = 0,055 м0.
Сплавлена з GaN, потрійна система InGaN має прямий діапазон ширини забороненої зони від інфрачервоного (0,69 еВ) до ультрафіолетового (3,4 еВ).